# Übereinkommen gegen die grenzüberschreitende organisierte Kriminalität
Das Übereinkommen gegen die grenzüberschreitende organisierte Kriminalität ist ein völkerrechtlicher Vertrag, der die Unterzeichnerstaaten verpflichtet, über einen bestimmten Deliktsbereich hinaus gesetzgeberische Maßnahmen gegen kriminelle Organisationen zu ergreifen.
Nach der Annahme eines Aktionsplans gegen organisierte transnationale Kriminalität auf der UN-Konferenz von Neapel (1994) bereitete ein von der UN-Generalversammlung eingesetzter Ad-Hoc-Ausschuss einen Konventionsentwurf vor, auf dessen Grundlage schließlich am 15. November 2000 in Palermo das UN-Übereinkommen gegen die grenzüberschreitende organisierte Kriminalität („Palermo-Konvention“) unterzeichnet werden konnte.
Ziel ist es, die nationalen Gesetze zu harmonisieren und einheitliche Standards für das innerstaatliche Recht zu setzen sowie die Zusammenarbeit der Staaten bei der Bekämpfung der organisierten Kriminalität zu intensivieren.
Ergänzend zu dem Übereinkommen wurden folgende Protokolle von der UN-Generalversammlung verabschiedet:
- Protokoll vom 15. November 2000 gegen die Schleusung von Migranten auf dem Land-, See- und Luftweg (Protokoll „Schleusung“)[5]
- Protokoll vom 15. November 2000 zur Verhütung, Bekämpfung und Bestrafung des Menschenhandels, insbesondere des Frauen- und Kinderhandels (Protokoll „Menschenhandel“)[6]
- Protokoll vom 31. Mai 2001 gegen die unerlaubte Herstellung von Schusswaffen, dazugehörigen Teilen und Komponenten und Munition und gegen den unerlaubten Handel damit (Protokoll „Feuerwaffen“)[7]

## Inhalt
Das wichtigste Ziel des Übereinkommens ist es für die internationale Zusammenarbeit einen Mindeststandard von Vorschriften und Maßnahmen zu schaffen. Die Vertragsparteien verpflichten sich, die Beteiligung an einer kriminellen Organisation sowie die Geldwäscherei für strafbar zu erklären. Sie müssen zudem prüfen, ob die aktive und passive Korruption von ausländischen Amtsträgern bestraft werden soll. Weiter müssen juristische Personen straf-, zivil- oder verwaltungsrechtlich belangt werden können. Deliktisch erlangte Vermögenswerten müssen durch die Strafbehörden eingezogen werden können.

## Protokolle

### Feuerwaffenprotokoll
Ziel des Feuerwaffenprotokolls ist die umfassende Verhütung, Bekämpfung und Beseitigung der unerlaubten Herstellung und des unerlaubten Handels von Feuerwaffen, dazugehörigen Teilen und Komponenten sowie Munition. Als präventive Mittel dienen die individuelle Markierung von Feuerwaffen, die Registrierung von Feuerwaffen, und, soweit sinnvoll, die Registrierung von dazugehörigen Teilen und Komponenten sowie Munition. Weitere Ziele sind zuverlässige Ausfuhr-, Einfuhr- und Durchfuhrkontrollmassnahmen und die verstärkte Zusammenarbeit sowie der Informationsaustausch unter den teilnehmenden Staaten auf bilateraler, regionaler und internationaler Ebene. Repressiv sollen verschärfte Strafbestimmungen, die Einziehung und in der Regel Vernichtung illegal zirkulierender Feuerwaffen, dazugehöriger Teile und Komponenten sowie Munition Verbesserungen bringen.
Das Feuerwaffenprotokoll wurde von 51 Staaten und der Europäischen Union unterzeichnet. Der Geltungsbereich des UNO-Feuerwaffenprotokolls umfasst folglich aktuell 79 Staaten. Von den ständigen Mitgliedern des UNO-Sicherheitsrates haben nur das Vereinigte Königreich und China das Protokoll unterzeichnet, ratifiziert wurde es bisher noch von keinem dieser beiden Länder.
Zur Durchführung wurde 2001 unter anderen auch auf Druck der Zivilgesellschaft das Kleinwaffenaktionsprogramm der Vereinten Nationen verabschiedet.
Die Europäische Union hat im Jahr 2008 nach dem Beitritt zum Protokoll die EU-Feuerwaffenrichtlinie geändert und im Jahr 2012 die EU-Feuerwaffenverordnung erlassen.